# Тяжино-Вершинка
Тяжи́но-Верши́нка (рос. Тяжино-Вершинка) — присілок у складі Тяжинського округу Кемеровської області, Росія.

## Населення
Населення — 374 особи (2010; 544 у 2002).
Національний склад (станом на 2002 рік):
- росіяни — 98 %